# Форрест, Стив (музыкант)
Стив Форрест (англ. Steve Forrest) — бывший ударник группы Placebo, вокалист группы Planes. Пришёл в группу Placebo после того, как её покинул барабанщик Стив Хьюитт. В 2015 году покинул группу "для удовлетворения личных музыкальных амбиций"

## Биография
Стив Форрест родился в Калифорнии. Из творческой биографии Форреста известно, что он начинал свой путь с 2001 года в группе Holiday (позднее переименованная в Evaline). Стив познакомился с Placebo в 2006 году, когда Evaline выступала у них на разогреве во время американского турне. После этого Форрест огласил своё решение покинуть Evaline в январе 2007 года, но оставался с прежней группой до окончания их тура по Соединенным Штатам.
По словам самого Стива, на его сознание оказали существенное влияние такие личности как Джон Бонэм, Dennis Chambers, Dino (Dredg), Элвис Пресли и его собственный отец Марк Форрест. Соответственно, в лист его музыкальных пристрастий входят: Dredg, The New Amsterdam’s, Sigur Rós, Mogwai, Matisyahu, Bear vs. Shark, Джек Уайт, Hieroglyphics, Mac Dre и Pink Floyd.
По словам Стива Форреста, он услышал группу Placebo в начале 2006 года, когда он вместе с Evaline находился в турне. Он восхитился их непосредственностью и говорит, что это замечательно — играть с такими прекрасными людьми:
«The first time I heard them was on my first tour in early ‘06. I did love them immediately, then I didn’t hear anything until we opened up for them later that year when they came to the States. And I must say that it is pretty amazing to be playing with such an amazing group of people. They’re the band I never knew I always wanted».